# El mono (película)
El mono (título original en inglés: The Monkey) es una película estadounidense de terror sobrenatural del año 2025 escrita y dirigida por Osgood Perkins y protagonizada por Theo James, Tatiana Maslany, Elijah Wood, Christian Convery, Colin O'Brien, Rohan Campbell y Sarah Levy. Está basado en el cuento del mismo nombre del año 1980 escrita por Stephen King y publicado en su colección de cuentos Skeleton Crew.
The Monkey se estrenó en cines de Estados Unidos por Neon el 21 de febrero de 2025 con reseñas generalmente positivas de los críticos.

## Argumento
En 1999, el capitán Petey Shelburn intenta devolverle un mono de juguete que toca el tambor a un dueño de una tienda de antigüedades, pero el dueño muere a manos del mono. Frustrado por esto, intenta destruir el mono con un incinerador, pero no lo logra. Poco después, desaparece misteriosamente sin ninguna explicación, dejando a su esposa Lois a cargo de la crianza de sus hijos gemelos idénticos: el dócil e inocente Hal y el malvado y cruel Bill. Años después, los chicos descubren al mono en un armario que contiene las pertenencias de su padre y dan cuerda a su llave. Al principio, no sucede nada, pero más tarde a esa noche, el mono inadvertidamente comienza a tocar el tambor mientras los gemelos están cenando en un restaurante, lo que provoca la decapitación accidental de su niñera Annie.
Tiempo después, el acoso de Bill a Hal se intensifica, lo que lleva a Hal a girar la llave del mono de nuevo, con la esperanza de que mate a Bill para ponerle fin a sus abusos. En cambio, hace provocar que su madre Lois sufre un aneurisma repentino y muere delante de un afligido Bill. Abrumado por la culpa, Hal intenta destruir al mono con un cuchillo de carnicero antes de que él y su hermano se muden a Maine para vivir con su tía Ida y su tío Chip. Sin embargo, el mono reaparece misteriosamente en su nuevo hogar, completamente ileso. Al darse cuenta de su poder, Bill (a pesar de las protestas de Hal) lo prueba; el resultado es la muerte espantosa de Chip después de que es pisoteado por una estampida de caballos salvajes durante un viaje de caza. Al comprender que el mono no puede ser destruido, los hermanos lo sellan en su caja y lo arrojan a un pozo cercano, con la esperanza de que permanezca oculto.
Veinticinco años después, Hal se distancia de su hermano y de su hijo Petey, a quien lo ve sólo una vez al año por temor a que su propia desgracia le afecte. Hal se entera de que su ex mujer y su nuevo marido, el autor de libros sobre paternidad Ted Hammerman, planean adoptar a Petey por completo, lo que lo apartaría de la vida de su hijo. Durante su estancia en un motel, Hal miente sobre ser hijo único, mientras que Petey se frustra cada vez más con la aparente indiferencia de su padre.
La tía Ida muere en su casa cuando el mono, que se ha escapado del pozo, se activa una vez más. En la venta de bienes posterior, Ricky, el hijo de un policía local, compra el mono y se encariña con él, ya que le recuerda a su padre ausente. De repente, Bill llama a Hal e insiste en que conduzca hasta la casa de Ida para liquidar su herencia y localizar al mono. Hal se da cuenta de que ya se ha activado cuando una mujer se electrocuta y explota en la piscina de su motel. Viajando a la casa de Ida con Petey, Hal se entera de que han ocurrido una serie de extraños accidentes fatales en la ciudad durante la última semana tras la muerte de Ida, donde Petey también descubre la existencia de Bill. Poco después, la agente inmobiliaria muere delante de Hal cuando una escopeta cae de un armario y se dispara por sí sola.
Hal descubre que Bill ahora posee el mono, después de haber contratado a Ricky para recuperarlo. Bill, que había sospechado durante mucho tiempo que la muerte de su madre fue causada por Hal usando al mono, ha pasado años esperando su regreso para buscar venganza. También ha deducido que quien gira la llave es inmune a su poder, pero no puede controlar a quién mata, habiendo intentado repetidamente matar a Hal, solo para que el mono reclame a otros en su lugar. Bill exige que Hal le lleve a Petey para que este pueda girar la llave en su lugar, pero Hal se niega. Ricky, disfrazado con el uniforme de policía de su padre y armado con una pistola, secuestra a Hal y Petey, obligando a Petey a entrar en la casa con trampas explosivas de Bill para recuperar el mono.
Petey evade las trampas de Bill y se encuentra con su tío por primera vez, quien lo engaña para que gire la llave, lo que resulta en la muerte de Ricky por un enjambre de avispas. Hal sigue a su hijo al interior, donde Bill, enfurecido, intenta obligar al mono a tocar el tambor sin girar la llave. En represalia, el mono comienza a tocar el tambor sin control, lo que desencadena una muerte y destrucción generalizadas en todo el pueblo, aunque Hal sigue sin morir. En medio del caos, Hal y Bill se reconcilian por su dolor compartido por su madre y se disculpan mutuamente. Poco después, el mono de repente decapita a Bill usando una de sus propias trampas explosivas.
Hal y Petey recorren la ciudad en coche, aceptando su destino como dueños del mono para evitar que la llave vuelva a girarse. En una intersección, un hombre pálido de ojos negros montado en un caballo pálido (que se supone representa al Jinete Pálido) pasa y los saluda. Hal, decidido a reencontrarse con su hijo, sugiere que vayan a bailar, algo que a Lois le encantaba y Petey acepta. Mientras se alejan, un autobús que iban un grupo de porristas (quienes habían estado en la escena del crimen de la muerte de la agente inmobiliaria) asomando por fuera de las ventanas, son brutalmente asesinadas por un camión que pasaba a alta velocidad.

## Reparto
- Theo James como gemelos idénticos; Hal Shelburn y Bill Shelburn
  - Christian Convery como los jóvenes Hal y Bill
- Tatiana Maslany como Lois Shelburn, la madre de Hal y Bill
- Colin O'Brien como Petey Shelburn, el hijo de Hal
- Rohan Campbell como Ricky, un golpeador local
- Sarah Levy como Ida Zimmer, la tía de Hal y Bill.
- Adam Scott como el Capitán Petey Shelburn, el padre ausente de Hal y Bill.
- Osgood Perkins como Chip, el hermano mayor de Lois y tío de Hal y Bill.
- Tess Degenstein como Barbara, una agente inmobiliaria.
- Danica Dreyer como Annie Wilkes, la niñera de Hal y Bill.
- Elijah Wood como Ted Hammerman, el nuevo marido de la exesposa de Hal.
- Laura Mennell como la exesposa de Hal y madre de Petey
- Nicco Del Rio como el joven sacerdote
- Kingston Chan como el teniente Pepper
- Janet Kidder como la madre de Ricky

## Producción
De cara al mercado cinematográfico de Cannes de 2023, el financiador Black Bear Pictures anunció que se estaba desarrollando una adaptación cinematográfica del cuento de Stephen King El mono y que estaba a la venta para los distribuidores. Osgood Perkins fue contratado para escribir y dirigir y fue producido por James Wan bajo su sello Atomic Monster. El proyecto estuvo previamente en desarrollo en Searchlight Pictures. Theo James fue elegido para el papel principal. En marzo de 2024, se reveló que Tatiana Maslany, Elijah Wood, Christian Convery, Colin O'Brien, Rohan Campbell y Sarah Levy se habían unido al elenco.

### Rodaje
La fotografía principal comenzó en Vancouver el 5 de febrero de 2024 y concluyó el 22 de marzo de 2024.

## Estreno
En mayo de 2024, Neon ganó una guerra de ofertas entre varios distribuidores estadounidenses por los derechos nacionales en el Marché du Film y fijó una fecha de estreno en cines para el 21 de febrero de 2025.

## Recepción
The Monkey recibió reseñas generalmente mixtas a positivas de parte de la crítica y de la audiencia. En el sitio web agregador de reseñas Rotten Tomatoes, la película posee una aprobación de 78%, basada en 180 reseñas, con una calificación de 6.8/10 y un consenso crítico que dice "Cruelmente inteligente con algunas piezas inolvidablemente sangrientas, The Monkey reafirma la buena fe del director Osgood Perkins al tiempo que revela que también tiene un sorprendente -aunque enfermo- sentido del humor". De parte de la audiencia tiene una aprobación de 60%, basada en más de 1000 votos, con una calificación de 3.4/5.
El sitio web Metacritic le dio a la película una puntuación de 64 de 100, basada en 37 reseñas, indicando "reseñas generalmente favorables". Las audiencias encuestadas por CinemaScore le otorgaron a la película una "C+" en una escala de A+ a F, mientras que en el sitio IMDb los usuarios le asignaron una calificación de 6.6/10, sobre la base de más de 6900 votos. En la página web FilmAffinity la cinta tiene una calificación de 5.8/10, basada en 713 votos.